# Boromeusz
Boromeusz – imię męskie, pochodzące od nazwiska św. Karola Boromeusza. Żeński odpowiednik to Boromea.
Boromeusz imieniny obchodzi: 4 września